# 馬哈昂梅鎮區
馬哈昂梅鎮區（發音：[məhà àʊɴ mjè mjo̰nɛ̀]）為緬甸曼德勒省马哈昂梅县的鎮區。2014年人口241,113人，區域面積15.07平方公里。昌妙達齊區西邊為伊洛瓦底江；北邊與昌艾達贊區為界；南邊與昌妙達齊區為界。曼德勒市主要大學曼德勒大學則位在此鎮區。

## 知名地標與景點
- 曼德勒精神科醫院（Mandalay Psychiatric Hospital）
- 曼德勒大學（英语：Mandalay University）